# HD 189733
HD 189733 — двойная звезда в созвездии Лисички. Находится на расстоянии около 63 световых лет от Солнца.

## HD 189733 A
HD 189733 A это оранжевый карлик спектрального класса K1,5, который можно разглядеть в бинокль в 0,3 градуса к востоку от Туманности Гантель (M27). Металличность [Fe/H]=−0,03. Имеет массу 0,81 солнечной, радиус 0,76 солнечного, светимость 0,33 солнечной. Звезда указана в общем каталоге переменных звёзд, как переменная типа BY Дракона с обозначением V452 Лисички. 

## HD 189733 B
HD 189733 B это красный карлик спектрального класса M. Был обнаружен в 2006 году при помощи инфракрасного обзора 2MASS, получив обозначение 2MASS J20004297+2242342. Находится на расстоянии 216 а. е. от звезды HD 189733 A, делая оборот вокруг неё за 3200 лет.

## Планетная система
У звезды HD 189733 A имеется по меньшей мере одна экзопланета HD 189733 A b, открытая в 2005 году. Она относится к классу так называемых горячих юпитеров — газовых гигантов, расположенных очень близко к центральной звезде системы. Для этой планеты впервые из всех экзопланет была составлена карта температур поверхности.

## Вспышка 2 июля 2012 года

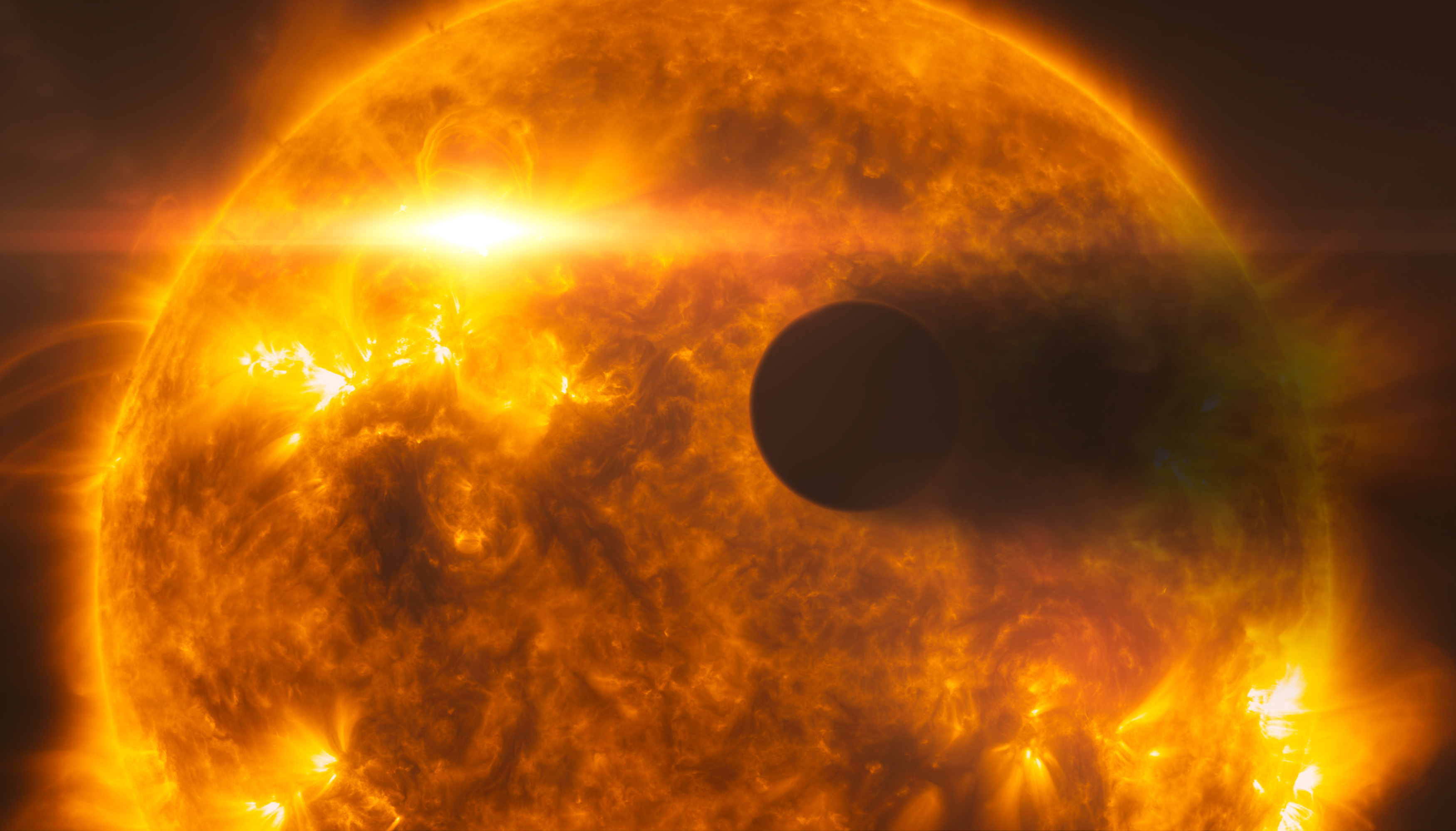
Вспышка на HD 189733 в представлении художника

В ночь на 2 июля 2012 года группа американских астрономов при помощи телескопа Хаббл зафиксировала сильнейшую вспышку на поверхности HD 189733. По своей природе вспышка была похожа на аналогичные вспышки на Солнце, только её мощность значительно превышала последние. Верхние слои атмосферы неподалёку расположенной планеты HD 189733 A b под воздействием вспышки моментально нагрелись до тысяч градусов Цельсия и стали улетучиваться в открытый космос, поскольку сила притяжения планеты уже не могла их удержать. Скорость потерь атмосферы достигала 1000 тонн в секунду. Похожие процессы происходят непрерывно и в атмосфере Земли, только с гораздо меньшей интенсивностью.

## Ближайшее окружение звезды
Следующие звёздные системы находятся на расстоянии в пределах 20 световых лет от HD 189733:
| Звезда        | Спектральный класс   | Расстояние, св. лет |
| HD 184385     | G5 V                 | 7,7                 |
| 15 Стрелы     | G1 V                 | 7,8                 |
| HD 190067     | G7-8 V               | 7,8                 |
| HD 190470     | K3 V                 | 8,5                 |
| BD+15 4074    | K1 V / M V           | 8,8                 |
| PY Лисички    | DA5 /VII             | 9,0                 |
| HR 7914       | G5 V / M V           | 12                  |
| HR 7670       | G6-8 V-IV / M4-6 V   | 13                  |
| ο Орла        | F8 V / M3 V          | 14                  |
| 17 Лебедя     | F5-7 V-IV / K6 V / ? | 14                  |
| HR 7260       | G5 V / ?             | 17                  |
| HR 7683       | G5 IV / ?            | 17                  |
| HD 182488     | G8-K0 V              | 18                  |
| 31 Орла       | G8 IV                | 18                  |
| 110 Геркулеса | F6 V                 | 19                  |
| γ Ворона      | K0 III / M4 V / ?    | 20                  |